# Peinomorphose
Peinomorphosen sind bei höheren Pflanzen durch Nährstoffmangel ausgelöste morphologische Veränderungen. Diese ähneln vielfach den Trockenanpassungen (Xeromorphosen): etwa kleine, dicke, ausdauernde Laubblätter.
Beispiele sind viele Hochmoorpflanzen wie die Heidekrautgewächse, die unter Stickstoffmangel xeromorphe Strukturen bilden, sowie viele Pflanzen Australiens (Eukalypten), die unter Phosphormangel solche Strukturen ausbilden. 